# Політика Фолклендських островів
Політика Фолклендських островів відбувається в рамках конституційної монархії та парламентської представницької демократичної залежності, викладеної Конституцією, завдяки якій губернатор виконує обов'язки голови держави у відсутності монарха та головного виконавчого органу як голова уряду, з обраною Законодавчою асамблеєю, щоб запропонувати нові закони та закріпити виконавчу владу.
Острови, архіпелаг на півдні Атлантичного океану, є самостійною британською заморською територією. Виконавча влада здійснюється від імені королеви призначеним губернатором, який головним чином діє за порадою Виконавчої ради. Законодавча влада належить як уряду, так і Законодавчій асамблеї. Судова система незалежна від виконавчої та законодавчої влади. Воєнна оборона та зовнішня політика островів — це відповідальність Сполученого Королівства. Політика на Фолклендських островах мінімальна, оскільки на островах не існує політичних партій, а урядові та судові процедури дуже близькі до британських стандартів.
Після війни на Фолклендських островах в 1982 році Лорд Шеклтон опублікував звіт про економіку Фолклендських островів, який рекомендував багато модернізацій. 1 січня 1983 року жителі Фолкленда отримали британське громадянство за Законом про британське громадянство (Фолклендські острови) 1983 року, а 3 жовтня 1985 року було створено Конституцію Фолклендських островів. 1 січня 2009 року набула чинності нова конституція, яка модернізувала главу про основні права та свободи особи, яка втілила самовизначення в основній конституції. Нова конституція також замінила Законодавчу раду на Законодавчі збори і краще пояснила роль губернатора та головного виконавчого директора

## Питання суверенітету
Аргентинська республіка заявляє, що Фолклендські острови (відомі іспанською мовою як острови Мальвінські) є частиною її території. Це твердження оскаржується Фолклендськими островами та Сполученим Королівством. У 1982 році на острови відбулося вторгнення та захоплення аргентинською військовою хунтою, починаласявійна за Фолклендські острови. Згодом ці острови були звільнені британськими військами лише через 74 дні після початку війни, що призвело до розпаду військової диктатури в Аргентині.
Суверенітет Фолклендських островів залишається суперечливим, оскільки Аргентина заявляє, що острови є невід'ємною частиною її території. Сполучене Королівство та уряд Фолклендських островів стверджують, що місцеві жителі мають право визначати суверенітет місця народження. На референдумі в 2013 році люди Фолклендських островів категорично відкинули аргентинську заяву на острови, при цьому 99,8 % виборців підтримали Фолклендські острови, які залишаються заморською територією Сполученого Королівства.

## Виконавча влада

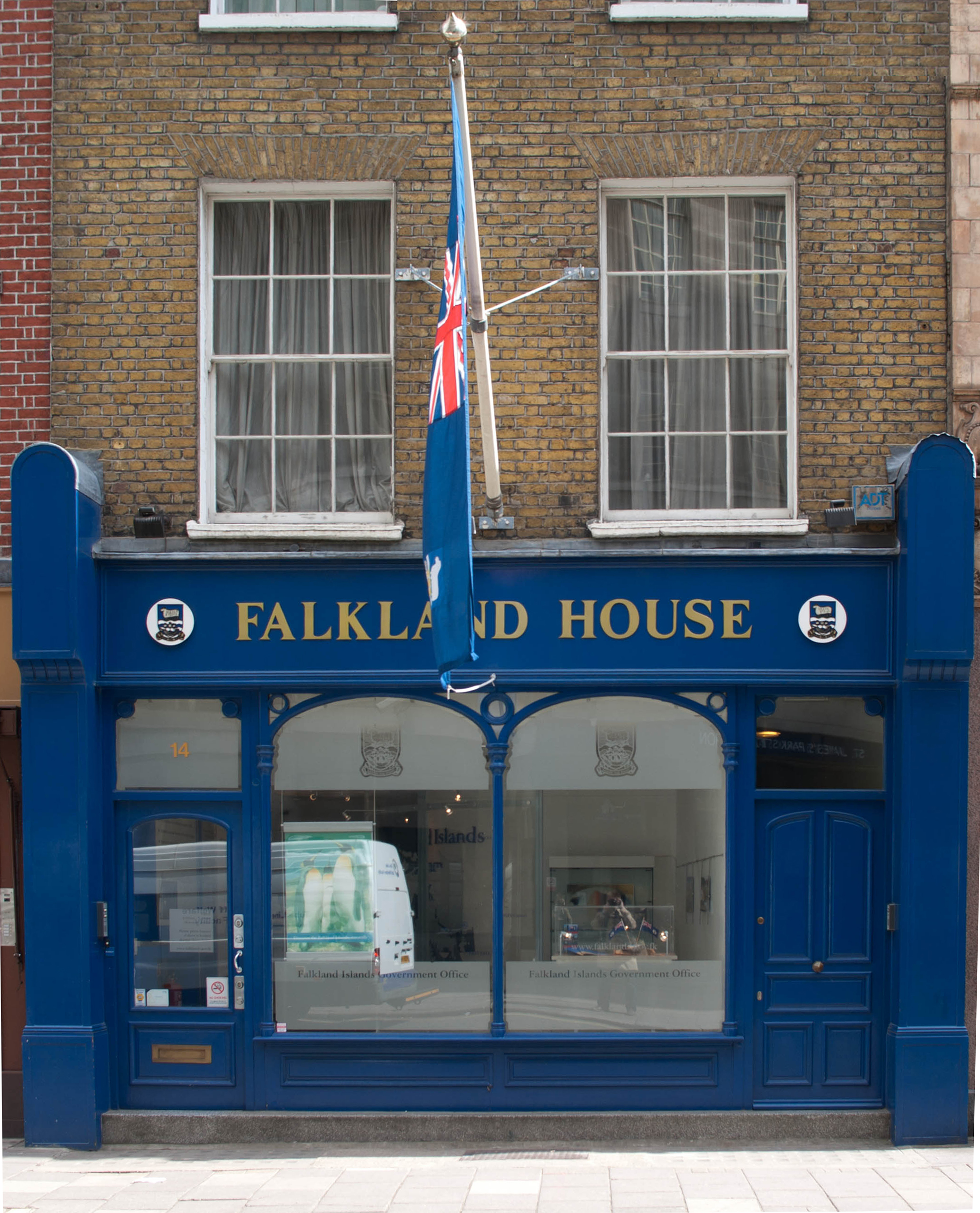
Фолкленд Хаус, представництво уряду Фолклендських островів у Вестмінстері, Лондон

Виконавчий орган на Фолклендських островах належить Елізабет II, яка булаголовою держави з часу її вступу на британський престол 6 лютого 1952 року. Оскільки королева часто відсутня на островах, виконавча влада здійснюється «на ім'я її Величності» і «від імені її Величності» губернатором Фолклендських островів. Найджел Філліпс був губернатором з 12 вересня 2017 року.
Губернатор, як правило, діє лише за рекомендацією Виконавчої ради Фолклендських островів, яка складається з трьох членів законодавчої асамблеї, що обираються Асамблеєю для щорічного виконання обов'язків в Раді, головного виконавчого директора, директора фінансів та губернатора, який виконує функції голови. Конституція дозволяє губернатору діяти без консультування з Виконавчою радою та навіть ігнорувати його вказівки, але в обох випадках губернатор повинен негайно повідомити державного секретаря у справах іноземних справ та співдружності в Сполученому Королівстві, який може скасувати дії губернатора .
Державну політику та її виконання в першу чергу визначає головний виконавчий директор Фолклендських островів, який є керівником державної служби, відповідальний за швидке та ефективне управління виконавчим органом, який діє як глава уряду островів. Генеральний директор призначається губернатором за порадою Виконавчої ради. Баррі Роуленд був головним виконавчим директором з жовтня 2016 року.

## Законодавча влада
Законодавча гілка складається з однопалатного законодавчого органу. Загальні вибори мають відбуватися щонайменше один раз на чотири роки, коли мешканці островів обирають вісім членів у Законодавчі збори (п'ять від Стенлі та три з табору) через загальне голосування за допомогою блочного голосування. Існують також два члени Асамблеї за посадою (головний виконавчий та директор фінансів), які беруть участь у судочинстві, але не мають права голосу в Асамблеї.
На Фолклендські острови застосовуються такі основні конвенції, які слід враховувати під час розробки законодавства:
- Конвенція про захист прав людини і основоположних свобод
- Міжнародний пакт про економічні, соціальні та культурні права
- Міжнародний пакт про громадянські та політичні права
- Конвенція проти катувань та інших жорстоких, нелюдських або принижуючих гідність видів поводження та покарання
- Конвенція ООН про права дитини
- Міжнародна конвенція про ліквідацію всіх форм расової дискримінації
- Конвенція про ліквідацію всіх форм дискримінації щодо жінок

До 2009 року, коли нова конституція набула чинності та створення Законодавчої асамблеї, законодавча влада островів була Законодавчою радою, яка існувала з 19 століття.

## Судова влада
Судова гілка складається з Верховного суду, Апеляційного суду, Судового суду та Магістратського суду. Судова влада суворо незалежна від виконавчої та законодавчої влади, хоча вона має зв'язки з іншими гілками влади через Консультативний комітет з прерогативою милосердя. Уряд також налічує шість юристів (генеральний прокурор, юрист-консультант, два радники та два законодавчі розробники), радник з питань політики та один політичний директор.

### Суди
Судова система Фолклендських островів визначена главою VIII Конституції і дуже нагадує систему в Англії та Уельсі. Верховний Суд Фолклендських островів має необмежену юрисдикцію для розгляду будь-яких цивільних чи кримінальних справ і складається з Головного судді(CJ), який, як правило, є старшим адвокатом або адвокатом, який має достатньо судового досвіду у Сполученому Королівстві. CJ не проживає на Фолклендських островах, але подорожує островами, якщо і коли це необхідно для розгляду справ. Найважчі кримінальні та цивільні справи зарезервовані для Верховного суду. У цивільних справах, як правило, немає присяжних, а в кримінальних справах підсудний може обирати суддя і присяжні, або лиш суддя. Є лише кілька кримінальних справ, які мають бути розглянуті в Верховному суді; це вбивство, вбивство, зґвалтування, піратство, зрада і підпал, з наміром загрожувати життю. CJ також проводить апеляції від суду магістратів.
З Верховного Суду звернення направляються на апеляційний суд Фолклендських островів, який базується на апеляційному суді Англії та Уельсу. Апеляційний суд складається з Президента та двох суддів апеляцій, а також Головного судді Верховного суду, який виконує функції ex officio. Президент та апеляційні колегії, як правило, є з Великой Британії та є суддями Апеляційного суду Англії та Уельсу. Апеляції від апеляційного суду надсилаються до Судового комітету Таємної ради.
Фолклендські острови не мають власного адвокатського або юридичного товариства, але мають «Правову спільноту Фолклендських островів». Не існує ніякої диференціації між баристером або соліситором.
У судовій системі на островах є колегія суддів світу (JPs), які входять до складу Судового суду, який не має присяжних. JP є всі не адвокати і складаються з «видатних членів громади». Вони вислуховують найпростіші з кримінальних справ (або проводять, коли старший магістрат не є на островах), а також виступають в ролі суддів із ліцензуванням, які займаються питаннями, пов'язаними з алкоголем, таких як громадські години роботи, ліцензії на особливі випадки тощо.
Старший магістрат (SM) призначається губернатором і головує над магістратським судом, який знову не маєприсяжних. SM, як правило, є кваліфікованим адвокатом у Великій Британії, що має принаймні 10-річний досвід адвокатури та, як правило, з певним судовим досвідом. SM головує над магістратським судом не більше трьох років, а потім замінюється. SM є резидентом на островах і вислуховує більшість справ від простих кримінальних та цивільних справ до дуже серйозних кримінальних справ або складних цивільних справ. SM також вислуховує апеляції від Судового Суду.

### Консультативний комітет з прерогативою милосердя
Губернатор має повноваження надати помилування кожній заінтересованій особі або засудженого за правопорушення, але губернатор може використовувати цю владу лише після консультації з Консультативним комітетом про прерогатива милосердя. Комітет складається з двох обраних членів Законодавчих зборів (призначених губернатором за рекомендацією Законодавчих зборів), голови виконавчої влади, генерального прокурора та головного лікаря.

### Генеральний прокурор
Генеральний прокурор (ГП), призначений губернатором, є головним юрисконсультом уряду Фолклендських островів. Основна роль ГП полягає у визначенні законності урядових судових процесів та дій, а також має повноваження порушувати кримінальну справу в будь-якому суді, взяти на себе і продовжувати будь-які кримінальні справи, які могли бути початі іншою особою чи органом влади та припинити будь-який етап до розгляду будь-якого кримінального провадження, започаткованого або здійсненого іншою особою чи владою. При здійсненні своїх повноважень ГП не підкоряється керівництву чи контролю будь-якої іншої особи чи органу.
Генеральний прокурор також є членом Консультативної комісії з питань прерогатива милосердя та виконує обов'язки головного на виборах доповідача в Законодавчій асамблеї та має конституційне право відвідувати всі засідання Асамблеї та Виконавчої ради.
Нинішній генеральний прокурор — Саймон Янг, який зайняв посаду в грудні 2017 року.

## Фінанси
Директор з фінансів Фолклендських островів несе відповідальність за державні витрати на островах, діючи з дозволу Законодавчих зборів. Директор також є членом  як Законодавчих зборів, так і Виконавчої ради.
Існує також Комітет з державних рахунків, який складається з голови та двох інших членів, призначених губернатором (за погодженням із обраними ОСН) та двома виборними членами Законодавчої асамблеї. Звітність Законодавчій Асамблеї про комітет економіки за кордоном, державні витрати, всі державні рахунки та аудиторські звіти на островах. Директор з фінансів не може бути членом Комітету з державних рахунків.

## Вибори

Карта виборчих округів Фолклендські острови

Як і в багатьохпарламентських демократіях, немає прямих виборів для виконавчої влади уряду Фолклендських островів. Замість цього люди обирають законодавчий орган, який потім консультує і формує частину виконавчої влади. Загальні вибори, які обирають Законодавчі збори, повинні відбуватися принаймні один раз на чотири роки. Виборче право є універсальним на Фолклендських островах, причому вісімнадцять років це мінімальний вік голосування. Законодавча асамблея має десять членів, з яких 8 обрані шляхом блочного голосування (5 з округу Стенлі та 3 з виборчого округу) та 2 члени екзистенції (головний виконавчий та директор фінансів).

На останніх загальних виборах, які відбулися 9 листопада 2017 року, було обрано лише непартійців, оскільки на Фолклендських островах немає активних політичних партій. Наступні вибори мають відбутися 21 січня 2022 року або раніше.
1. ↑  Falklands Vote 98.8% Yes. Falkland Islands News Network. 12 березня 2013. Архів оригіналу за 25 грудня 2013. Процитовано 17 квітня 2014.